# Moritz Simon (1847–1903)
Moritz Jakob Simon, född den 8 augusti 1847 i Göteborg, död den 27 juni 1903 Gnesta, Frustuna församling, Södermanlands län, var en svensk läkare. Han var far till Moritz och Ludvig Simon.
Simon blev student vid Uppsala universitet 1866. Han avlade medicine kandidatexamen 1873 och medicine licentiatexamen vid Karolinska institutet i Stockholm 1878. Simon var badläkare vid Källviks brunn 1877 och provinsialläkare i Nås distrikt, Kopparbergs län, 1879–1890, i Malmköpings distrikt, Södermanlands län, 1890–1901 och i Daga distrikt, sistnämnda län, från 1901. Han blev riddare av Vasaorden 1895.